# Крилов Леонід Іванович
Леонід Іванович Крилов (14 липня 1912, станція Дебальцеве Катеринославської губернії, тепер Донецької області — 7 червня 1982, місто Москва, Російська Федерація) — радянський державний діяч, 1-й секретар Орловського обласного комітету ВКП(б), надзвичайний і повноважний посол СРСР в Албанії. Депутат Верховної Ради СРСР 3-го скликання. Кандидат філософських наук (1961).

## Життєпис
Працював робітником, заочно навчався в шкіряно-взуттєвому технікумі в Москві.
Член ВКП(б) з 1931 року.
У вересні 1931 — лютому 1932 року — секретар комітету ВЛКСМ Московської взуттєвої фабрики-школи фабрично-заводського учнівства імені Капранова.
У лютому 1932 — вересні 1935 року — заступник завідувача масово-економічного, завідувач масово-виробничого відділу Краснопресненського районного комітету ВЛКСМ міста Москви.
З вересня 1935 до жовтня 1936 року служив у Червоній армії.
У жовтні 1936 — серпні 1937 року — завідувач відділу керівних комсомольських органів Совєтського районного комітету ВЛКСМ міста Москви.
У серпні — вересні 1937 року — секретар Совєтського районного комітету ВЛКСМ міста Москви.
У вересні 1937 — травні 1938 року — відповідальний інструктор ЦК ВЛКСМ.
У травні 1938 — лютому 1939 року — в.о. 1-го секретаря Калінінського обласного комітету ВЛКСМ. У лютому 1939 — вересні 1940 року — 1-й секретар Калінінського обласного комітету ВЛКСМ.
З 1939 до червня 1941 року навчався на історичному відділенні Калінінського учительського інституту, закінчив екстерном.
У вересні 1940 — вересні 1941 року — завідувач організаційного відділу Калінінського обласного комітету ВКП(б).
У жовтні 1941 — березні 1942 року — при Політичному управлінні Калінінського фронту. У 1941—1942 роках — командир партизанських загонів Калінінської області.
У вересні 1942 — серпні 1943 року — секретар Калінінського обласного комітету ВКП(б) з транспорту.
У серпні 1943 — лютому 1944 року — завідувач транспортного відділу та заступник секретаря Калінінського обласного комітету ВКП(б) з транспорту.
У лютому — серпні 1944 року — відповідальний контролер Комісії партійного контролю при ЦК ВКП(б).
У серпні 1944 — травні 1946 року — уповноважений Комісії партійного контролю при ЦК ВКП(б) по Горьковській області.
З 1945 до 1946 року навчався в Горьковському державному педагогічному інституті імені М. Горького, закінчив екстерном.
У травні 1946 — 21 квітня 1947 року — уповноважений Комісії партійного контролю при ЦК ВКП(б) по Білоруській РСР.
У квітні 1947 — 2 листопада 1948 року — секретар Орловського обласного комітету ВКП(б).
2 листопада 1948 — 30 березня 1951 року — 1-й секретар Орловського обласного комітету ВКП(б).
У квітні 1951 — липні 1952 року — заступник завідувача сектора відділу партійних, профспілкових та комсомольських органів ЦК ВКП(б).
У липні 1952 — січні 1953 року — завідувач сектора підготовки і перепідготовки партійних і радянських працівників відділу партійних, профспілкових та комсомольських органів ЦК ВКП(б).
У січні — травні 1953 року — завідувач підвідділу відділу партійних, профспілкових та комсомольських органів ЦК ВКП(б).
У травні — жовтні 1953 року — в резерві Міністерства закордонних справ СРСР.
У жовтні 1953 — грудні 1955 року — радник Посольства СРСР у Болгарії.
7 грудня 1955 — 7 березня 1957 року — надзвичайний та повноважний посол СРСР в Албанії.
У березні — червні 1957 року — в резерві Міністерства закордонних справ СРСР.
З червня 1957 до 1961 року — заступник завідувача сектора відділу ЦК КПРС із зв'язків з комуністичними та робітничими партіями соціалістичних країн.
У 1961 році закінчив аспірантуру Академії суспільних наук при ЦК КПРС.
У квітні 1961 — листопаді 1965 року — референт відділу ЦК КПРС із зв'язків з комуністичними та робітничими партіями соціалістичних країн.
У листопаді 1965 — квітні 1968 року — завідувач сектора відділу інформації ЦК КПРС.
У квітні 1968 — січні 1971 року — експерт-консультант відділу інформації Міністерства закордонних справ СРСР.
У січні — вересні 1971 року — завідувач сектора відділу інформації Міністерства закордонних справ СРСР.
У вересні 1971 — вересні 1978 року — експерт-консультант відділу інформації Міністерства закордонних справ СРСР.
З вересня 1978 року — персональний пенсіонер у Москві.

## Нагороди
- ордени
- медаль «За оборону Москви»
- медаль «За перемогу над Німеччиною у Великій Вітчизняній війні 1941—1945 рр.»
- медалі